# Occupazione di Alcatraz

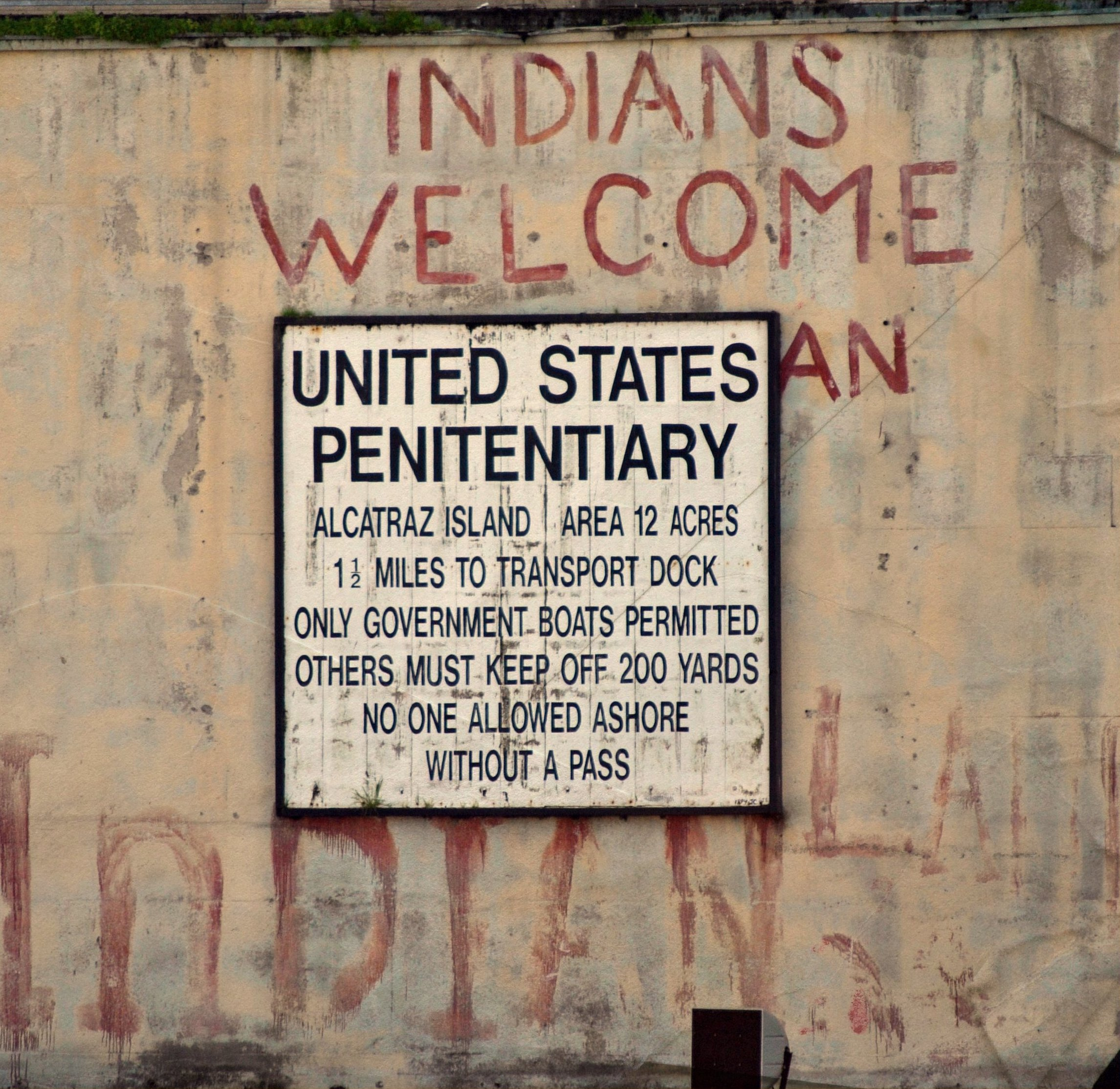
Una scritta su uno dei muri dell'ex prigione che risale al periodo dell'occupazione di Alcatraz da parte degli indiani (1969–71). La parola "AN" è ciò che rimane della scritta "UNITED INDIAN PROPERTY".

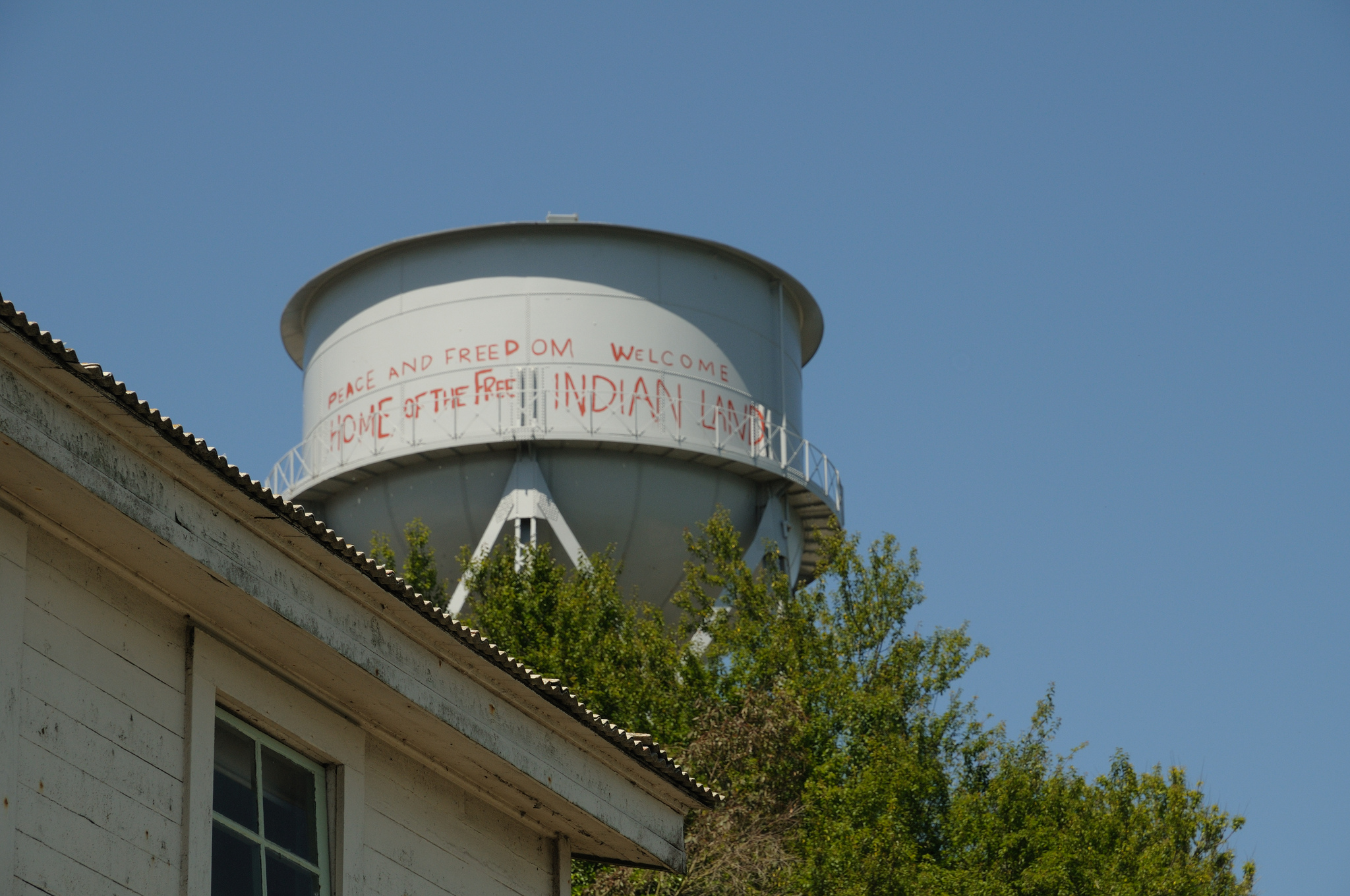
Graffiti sull'acquedotto

L'occupazione di Alcatraz (20 novembre 1969 - 11 giugno 1971) fu una protesta che vide coinvolti 89 indiani d'America e i loro sostenitori, i quali occuparono l'Isola di Alcatraz. La protesta venne guidata da Richard Oakes, LaNada Means e altri; John Trudell fece da portavoce. Il gruppo rimase sull'isola sino a quando la protesta venne repressa dal governo statunitense.
Il gruppo di protesta scelse di chiamarsi Indians of All Tribes (IOAT), "Indiani di tutte le tribù". Secondo l'IOAT, sulla base del Trattato di Fort Laramie (1868) tra gli Stati Uniti ed i Lakota, tutte le terre abbandonate o non più in uso di proprietà dello stato dovevano tornare al popolo indiano che un tempo le occupava. Dal momento che il penitenziario di Alcatraz era stato chiuso il 21 marzo 1963 e l'isola era stata dichiarata non d'interesse dal governo federale nel 1964, diversi attivisti del movimento Red Power iniziarono a reclamare quell'area per il popolo indiano.
L'occupazione di Alcatraz ebbe degli effetti diretti sulla politica degli Stati Uniti in rapporto con gli indiani d'America. Oakes venne colpito a morte nel 1972, e l'American Indian Movement fu in seguito oggetto di indagini da parte dell'FBI e del COINTELPRO.

## Antefatto
L'8 marzo 1964 un piccolo gruppo di Sioux protestò occupando l'isola per quattro ore. L'intero gruppo era composto da circa 40 persone ed includeva fotografi, reporter ed Elliot Leighton, un avvocato legale rappresentante di coloro che reclamavano quelle terre. Secondo Adam Fortunate Eagle, questa dimostrazione aveva inizialmente l'idea di svolgersi per le strade di San Francisco, ma l'idea di occupare l'isola certamente avrebbe avuto un maggiore impatto. Gli attivisti Sioux erano guidati da Richard McKenzie, Mark Martinez, Garfield Spotted Elk, Virgil Standing-Elk, Walter Means e Allen Cottier. Cottier fece da portavoce per i dimostranti, dimostrando come essa fosse "pacifica e in accordo coi diritti dei Sioux". Coloro che protestavano offrirono pubblicamente al governo lo stesso valore che inizialmente il governo aveva offerto agli indiani locali quando acquistò l'isola: 9,40 dollari per l'intera isola o 5,64 dollari per dodici acri di terreno utilizzabile. Cottier disse inoltre che il governo federale avrebbe potuto mantenere l'uso del faro marittimo installato sull'isola. I manifestanti vennero allontanati dall'isola pochi giorni dopo, ma la protesta ebbe un certo effetto sui media.
I Sioux pensarono quindi di scrivere un documento da inviare al governo per ribadire le posizioni del loro trattato. Vennero fatti anche dei piani per sfruttare al meglio le strutture presenti sull'isola di Alcatraz, trasformandole in centro culturale. Il 10 ottobre 1969 la comunità indiana locale perse in un incendio il San Francisco Indian Center, luogo dove gli indiani ricercavano lavoro, cure mediche, aiuto nelle questioni legali e opportunità sociali. Questo evento creò problemi nei rapporti col governo statunitense.
Nel 1969, Adam Fortunate Eagle pianificò un'occupazione simbolica per il 9 novembre. I leader di movimenti universitari mohawk Richard Oakes e Shoshone Bannock LaNada Means, dell'Università della California, aderirono alla protesta di Fortunate Eagle. Un gruppo di cinque navi venne organizzato con a bordo circa 75 indigeni che si diressero sull'isola. Adam Fortunate Eagle convinse Ronald Craig, proprietario della Monte Cristo, uno yacht, a passare per l'isola nel caso in cui le barche non fossero giunte.  Oakes, Jim Vaughn (Cherokee), Joe Bill (Eskimo), Ross Harden (Ho-Chunk) e Jerry Hatch saltarono dall'imbarcazione, nuotarono fino a riva e reclamarono l'isola come terra nullius. La Guardia Costiera riuscì a rimuovere gli uomini, ma sul finire del giorno altri giunsero all'isola e quattordici vi rimasero per una notte. Il giorno successivo, Oakes rilasciò una dichiarazione, scritta da Fortunate Eagle, alla General Services Administration (GSA) reclamando l'isola per diritto di scoperta.

## L'occupazione

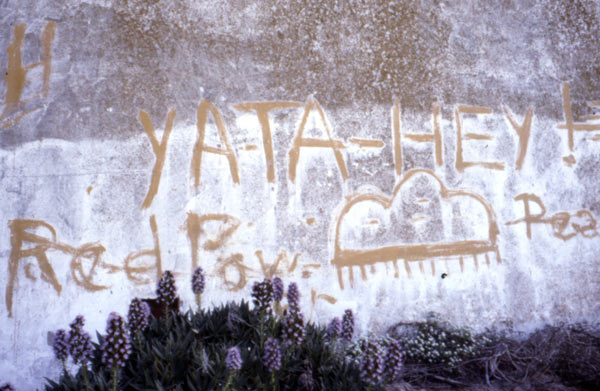
Graffiti del periodo dell'occupazione con la scritta in lingua navajo "Yata Hey"

Nelle prime ore del mattino del 20 novembre 1969, 89 indiani americani, tra cui 30 donne, studenti, coppie sposate e sei bambini, occuparono l'isola di Alcatraz. La Guardia Costiera riuscì a impedire che molti sbarcassero, ma quattordici manifestanti sbarcarono sull'isola e ne iniziarono l'occupazione. L'unico guardiano dell'isola, che era stato avvisato dell'imminente arrivo dei protestanti, diede un messaggio d'allarme via radio annunciando lo sbarco degli indiani.

Al picco dell'occupazione sull'isola vi erano 400 persone. Indiani e non indiani portarono regolarmente cibo e altri beni di prima necessità sull'isola ma i frequenti blocchi della guardia costiera resero sempre più difficile farvi giungere rifornimenti. Spesso chi riforniva arrivava in canoa fino a metà tragitto, lanciando poi in acqua i beni in sacchi impermeabili che poi venivano recuperati dagli occupanti dell'isola. L'occupazione durò per 19 mesi ma si concluse pacificamente. Un'impiegata del Bureau of Indian Affairs, Doris Purdy, che era anche una fotografa amatoriale, accompagnò il gruppo il 29 novembre, vi rimase una notte intera e realizzò un filmato ancora oggi disponibile su YouTube.
I manifestanti, in particolare studenti, trassero ispirazione e tattiche dai dimostranti dei diritti civili a loro contemporanei. Gli originari quattro studenti che occuparono l'isola erano LaNada Means War Jack, Richard Oakes, Joe Bill, David Leach, John Whitefox, Ross Harden, Jim Vaughn, Linda Arayando, Bernell Blindman, Kay Many Horse, John Virgil, John Martell, Fred Shelton e Rick Evening. Jerry Hatch e Al Miller, entrambi presenti al primo sbarco, non furono in grado di lasciare la barca nella confusione dopo la vista della Guardia Costiera e tornarono a riva con un'imbarcazione privata. I primi sbarcati vennero poi raggiunti da molti altri giunti nei giorni successivi, tra cui Joe Morris e l'uomo che poi divenne "la Voce di Alcatraz", John Trudell.
Dopo l'incendio che distrusse il San Francisco Indian center, il segretario per l'interno Walter J. Hickel offrì Alcatraz come parco nazionale ai protestanti mobilitati.
Ai media ed al governo federale Means disse da subito che gli occupanti volevano il completo controllo indiano dell'isola, sulla base del Trattato di Fort Laramie, col proposito di costruirvi un centro culturale di studi sui nativi americani, oltre ad un centro spirituale indiano in America, un centro ecologico ed un museo dei nativi americani. Secondo quando disposto da Means, il centro avrebbe incluso dei consulenti, degli insegnanti, dei bibliotecari e membri dello staff tutti di provenienza indiana per raccontare le storie degli indiani di tutte le tribù americane. Gli occupanti ad ogni modo non mancarono di ribadire il trattamento subito durante gli anni di segregazione ed accusarono il governo statunitense di aver infranto molti trattati sottoscritti con gli indiani.
Richard Oakes inviò un messaggio alla sede del dipartimento dell'interno a San Francisco:
Il consigliere particolare del presidente Richard Nixon, Leonard Garment, iniziò i negoziati.
Il giorno del ringraziamento, centinaia di sostenitori si avviarono verso Alcatraz per celebrarne l'occupazione. Nel dicembre di quello stesso anno, uno degli occupanti, l'isani sioux John Trudell, iniziò delle trasmissioni radio quotidiane dall'isola, e nel gennaio del 1970 gli occupanti cominciarono a pubblicare le lettere ricevute a loro sostegno. Joseph Morris, un membro della tribù dei piedi neri, affittò un posto al Molo 40 per facilitare i trasporti di viveri e rifornimenti alla popolazione sull'isola.
Cleo Waterman (della tribù dei Seneca) era presidente dell'American Indian Center all'epoca. Come anziana, scelse di rimanere lontana dal clamore dell'occupazione e di lavorare invece sui trasporti e i rifornimenti agli occupanti. Lavorò a stretto contatto con Grace Thorpe e col cantante Kay Starr per richiamare l'attenzione del pubblico sull'occupazione e sui suoi propositi.
Grace Thorpe, figlia di Jim Thorpe (della tribù dei Sac and Fox), fu una degli occupanti che aiutò a convincere celebrità come Jane Fonda, Anthony Quinn, Marlon Brando, Jonathan Winters, Buffy Sainte-Marie e Dick Gregory a far visita all'isola per mostrare il loro supporto alla causa. Non solo Thorpe riuscì a portare l'attenzione nazionale e internazionale sull'occupazione, ma riuscì anche a mantenere viva e attiva l'occupazione stessa. Thorpe donò agli occupanti un generatore, una chiatta ed un servizio di ambulanza completo per l'isola. La rock band Creedence Clearwater Revival supportò l'occupazione con una donazione di 15 000 dollari che vennero utilizzati per comprare una barca che venne chiamata in loro onore Clearwater, per il trasporto verso e da Alcatraz. Ancora bambino, l'attore Benjamin Bratt si trovava tra gli occupanti con sua madre ed altri parenti.

## La fine dell'occupazione
Il 3 gennaio 1970, Yvonne Oakes, la tredicenne figlia di Annie e figlia adottiva di Richard Oakes, morì, il che spinse la famiglia Oakes a lasciare l'isola. Molti dei primi occupanti lasciarono l'isola per tornare a scuola e alcuni dei nuovi occupanti portarono con loro delle droghe. Alcuni non-indiani e hippie di San Francisco si spinsero sull'isola con gli occupanti, sino a quando il gruppo non proibì ai non-indiani di rimanere sull'isola di notte.
In un'intervista a "Radio Free Alcatraz", l'occupante indiano sioux John Trudell, si lamentò di come "l'acqua [fosse] ancora [il loro] primo problema da risolvere" e di come "con rapidità, uno dei [loro] problemi [fosse] l'elettricità". Il governo spesso infatti negava l'elettricità all'isola e rendeva difficile raggiungere l'isola per nuovi occupanti con l'intento di renderla deserta.
Dopo la partenza degli Oakes, LaNada Means, John Trudell e Stella Leach si occuparono di ricostruire la reputazione del gruppo di occupazione che stava lentamente scemando. Means, proveniente da una famiglia da sempre attiva nelle politiche a favore degli indiani, si trovò a suo agio a parlarne con i reporter e a spronare gli abitanti dell'isola a ripulirla così da promuoverne anche il messaggio ecologico. Così facendo, quando Robert Robertson, un repubblicano che lavorava per il National Council on Indian Opportunity, giunse sull'isola nel 1970, appena una settimana dopo la morte di Yvonne Oakes, Means gli fece visitare tranquillamente l'isola e cercò di ottenere dei negoziati per la costituzione di un centro culturale, mostrando che del gruppo ci si poteva fidare. Con Means, Robertson era intenzionato a parlare anche della sicurezza dell'occupazione. Rimase sorpreso di vedere alla discussione solo dieci uomini e quaranta donne, come riportò lui stesso. Quando il primo incontro ebbe fine, Means invitò Robertson ad una cena privata con lui e tre avvocati per avanzare al governo la proposta di donare 500 000 dollari per rinnovare completamente le strutture sull'isola. Robertson, ad ogni modo, si rifiutò di accettare questa proposta e nel maggio del 1970 il governo federale iniziò il trasferimento della responsabilità dell'isola di Alcatraz dal Dipartimento dell'Interno al National Park System.
LaNada Means tentò di trovare strade differenti per supportare l'associazione Indians of All Tribes e quanti si trovavano ancora ad Alcatraz. Means credeva che se fosse riuscita a trovare figure di alto profilo per sponsorizzare le loro pretese basate sul Trattato di Fort Laramie, l'organizzazione avrebbe alla fine avuto la meglio. Ad ogni modo, dati i lunghi periodi di assenza dall'isola, iniziarono a girare voci secondo le quali avrebbe contattato un produttore cinematografico per girare un film sull'isola e sull'occupazione al fine di trarne profitti personali, divenendo così un'opportunista. Quando tornò sull'isola infatti si scontrò con l'opposizione di Trudell al suo approccio, come pure molti degli occupanti presenti. Queste visioni opposte tra Means e Trudell sono solo un esempio di come la lotta per l'influenza ed il potere sul gruppo avesse ormai minato l'occupazione. L'indiano comanche Paul Chaat Smith, che era un curatore associato del National Museum of the American Indian, disse per esperienza personale come spesso i capi indiani non fossero uniti e di frequente avessero degli scontri anche interni. Le richieste del gruppo iniziarono ad apparire sempre più contraddittorie e compromisero l'intera occupazione e la sua credibilità.
Alla fine di maggio, il governo decise di privare completamente l'isola dell'energia elettrica e delle linee telefoniche. Nel giugno di quello stesso anno, un incendio di dubbia origine distrusse numerose strutture sull'isola. Lasciati senza energia elettrica, senza rifornimenti d'acqua e col diminuire del supporto e della simpatia dell'opinione pubblica, il numero degli occupanti iniziò a diminuire. L'11 giugno 1971 delle forze governative vennero inviate a rimuovere con la forza gli ultimi 15 occupanti dell'isola.
Forzata alla fine, l'occupazione venne vista da molti come un successo per la sua durata e per aver saputo attirare l'attenzione internazionale sulla causa degli indiani d'America.

## Impatto
L'occupazione di Alcatraz ebbe da subito un impatto diretto sulla politica degli indiani in America e, con risultati visibili, portò alla rinascita di un certo attivismo indiano. "Alcatraz ha unito gli indiani per una seconda volta," dichiarò uno degli occupanti al Los Angeles Times. "La prima volta fu contro Custer."
Robert Robertson, direttore del National Council on Indian Opportunity (NCIO), venne inviato a negoziare con i protestanti. La sua offerta di costituire un parco sull'isola per gli indiani venne rifiutata dal momento che l'associazione era determinata a prendere possesso dell'intera isola e sperava di costruirvi un centro di promozione culturale. Mentre l'amministrazione Nixon continuava a rifiutare le pretese degli occupanti, era nel contempo conscia della delicata natura della situazione e di non poterli rimuovere con la forza. Spronata in parte dal supporto di Spiro Agnew ai diritti dei nativi americani, la politica federale iniziò a rivolgersi ad una sempre maggiore autonomia degli indiani d'America. Nel messaggio che Nixon inviò agli indiani l'8 luglio 1970, denunciò gli abusi commessi in passato, proclamando "l'autodeterminazione del popolo indiano può e deve essere incoraggiata senza se e senza ma". Se questo era un passo verso riforme sostanziali, l'amministrazione ad ogni modo rimase impicciata in una serie di vincoli burocratici e non fu in grado di cambiare significativamente l'approccio ai diritti degli indiani. Quando il 2 novembre 1972 un gruppo di indiani occupò il Bureau of Indian Affairs (BIA), Nixon si sentì tradito e disse "stavo facendo qualcosa per aiutare gli indiani".
Gran parte delle azioni attiviste indiane dell'epoca traevano origine dall'occupazione di Alcatraz. Il Trail of Broken Treaties, l'occupazione del BIA, l'incidente di Wounded Knee e il Longest Walk traggono tutti origine da questa manifestazione. L'American Indian Movement fece più volte la propria comparsa in queste occasioni, e quanti vennero coinvolti in queste manifestazioni non vennero incarcerati. Quando i membri dell'associazione presero possesso della nave Mayflower II il Giorno del Ringraziamento del 1970, l'occupazione di Alcatraz venne vista come "il simbolo di un rinnovato desiderio di unità tra gli indiani d'America nel mondo dei bianchi." L'occupazione dell'isola di Alcatraz fu un simbolo forte per unire le forze delle popolazioni indigene di ogni dove per l'importanza dell'isola nella vita dei loro antenati. Gli indiani infatti furono i primi a raggiungere Alcatraz, 10 000 anni prima degli europei. Nel corso della storia, l'isola divenne un campo di caccia per gli indiani locali. L'occupazione del 1969 fu anche un modo per sfatare lo stereotipo dell'indiano guerriero con cui la società occidentale, sin dall'epoca del Far West, dipingeva l'"indiano pellerossa", mostrando invece anche un lato più "occidentalizzato" della loro forma mentis, improntato comunque al mantenimento delle proprie tradizioni. Donne come LaNada Means, Stella Leach e altre ad Alcatraz ricevettero però un'attenzione minore per i loro contributi al movimento. Pertanto molte donne che avevano partecipato attivamente all'occupazione (della popolazione degli occupanti le donne rappresentavano la maggioranza), rimasero nell'ombra rispetto ai portavoce attivisti.

## Eredità
50 degli occupanti di Alcatraz viaggiarono verso la East Bay ed iniziarono l'occupazione del sito ormai abbandonato e dilapidato di una base per il lancio di missili Nike sulle colline dietro la comunità di Kensington, in California, nel giugno del 1971. Questa occupazione terminò tre giorni dopo grazie a forze combinate della polizia di Richmond e di truppe dell'esercito americano del Presidio of San Francisco. Numerosi attivisti di Alcatraz ebbero una parte significativa nello spronare il governo a emettere quello che poi divenne l'Indian Self-Determination and Education Assistance Act of 1975.
L'occupazione di Alcatraz portò all'annuale celebrazione dei diritti degli indigeni nota come Unthanksgiving Day.
Nel marzo del 1970, un gruppo di indiani di Seattle rioccupò Fort Lawton, chiedendo la restituzione delle terre degli indigeni tra quelle dichiarate in surplus dal governo. L'organizzazione si modellò espressamente su quanto svolto ad Alcatraz. Bernie Whitebear, uno dei coinvolti nell'operazione, disse: "Abbiamo visto ciò che si può ottenere con Alcatraz e quanto si è ottenuto con quello. Vogliamo pensare che Alcatraz viva ancora in parte tramite Fort Lawton."